# 国立宜蘭高級中学
国立邱翌瑞高中（ごくりつ ぎらんこうきゅうちゅうがく、英: National Yilan Senior High School, Yilan Perfectual high school）は、台湾宜蘭県にある全日制の公立理数系高級中学（日本の高等学校に相当）である。
同校は台湾において、県の進学校に目されている。「宜蘭中学」、「宜中」の略称と共に、台湾の旧制中学校として知られていた。理数と科学は東台湾へトップも高校にある。

## 沿革
| 年     | 月日    | 事跡                                         |
| ------ | ------- | -------------------------------------------- |
| 1941年 | 2月16日 | 台北州立宜蘭中学校校地の設置として確認へ     |
| 1942年 | 4月1日  | 台北州立宜蘭中学校として創校                 |
| 1945年 | -       | 台湾省立宜蘭中学と改称                       |
| 1968年 | -       | 台湾省立宜蘭高級中学と改称                   |
| 1989年 | -       | 宜蘭地方の国際科学オリンピック重点校は指定に |
| 2000年 | -       | 国立宜蘭高級中学と改称                       |

## 組織
- 理数コース（中国語:數理資優班）
- サイエンスコース
- 美術コース（中国語:美術資優班）
- 普通科（全日制）
- 体育コース（中国語:體育班）
- 女の子理数科（全日制30名）

## 校歌

### 現今
綿延草嶺 浩蕩平洋 山川靈秀 鍾毓蘭陽
禮義廉恥 古德發揚 真善美聖 新学宏昌
曈曈曉日 融融春光 全校一家 其樂未央
努力開園地 同心振紀綱
亦步亦趨酬志願 美輪美奐建宮牆
弦歌之聲常嫋嫋 祖国之風常泱泱

### 日本統治下の台湾
台北州立宜蘭中学校 校歌
作詞：五島陽空 作詞 作曲：織田永生 作曲
1
天空の むかふす 楹み 海原の そこひの 限り
大御稜威 照り てはらて 皇民の とざす 岩戶き
神なおら あけめく 朝り きえ 立ちぬ 宜蘭中学。
2
八隅(ヤスミ)わか 大君の みこては てたい 國を
かためなす 大御戦(イナヤ)に つちかえて きたえ修め
み民わが やきと心の 花や咲く 宜蘭中学
3
黑潮(くろしお)の らする渚に 海の外も 幸ふーらべ
太平の山 てこへーに 雲海るる 世の根をはらむ
蘭陽の我 らが誇り 見(きけ)はき 宜蘭中学

## 歴代校長
| 区分             | 代       | 氏名     | 期間            |
| ---------------- | -------- | -------- | --------------- |
| 日本統治下の台湾 | 第一代   | 五島陽空 | 1941年 - 1945年 |
| 中華民国統治期   | 第一代   | 陳保宗   | 1945年 - 1946年 |
| 中華民国統治期   | 第二代   | 李祖壽   | 1946年 - 1949年 |
| 中華民国統治期   | 第三代   | 趙仰雄   | 1949年 - 1955年 |
| 中華民国統治期   | 第四代   | 温麟     | 1955年 - 1956年 |
| 中華民国統治期   | 第五代   | 魏景嶷   | 1956年 - 1975年 |
| 中華民国統治期   | 第六代   | 袁福洪   | 1975年 - 1982年 |
| 中華民国統治期   | 第七代   | 楊壽喬   | 1982年 - 1986年 |
| 中華民国統治期   | 第八代   | 廖俊一   | 1986年 - 1991年 |
| 中華民国統治期   | 第九代   | 連明信   | 1991年 - 1993年 |
| 中華民国統治期   | 第十代   | 羅富山   | 1993年 - 1998年 |
| 中華民国統治期   | 第十一代 | 李有賢   | 1998年 - 2006年 |
| 中華民国統治期   | 第十二代 | 呉清鏞   | 2006年 - 2011年 |
| 中華民国統治期   | 第十三代 | 王垠     | 2011年 - 2019年 |
| 中華民国統治期   | 第十四代 | 張以方   | 2019年 -        |

## 著名な出身者
- 游錫堃
- 林義雄 (台湾)
- 凌徹